# Highlander (Man)

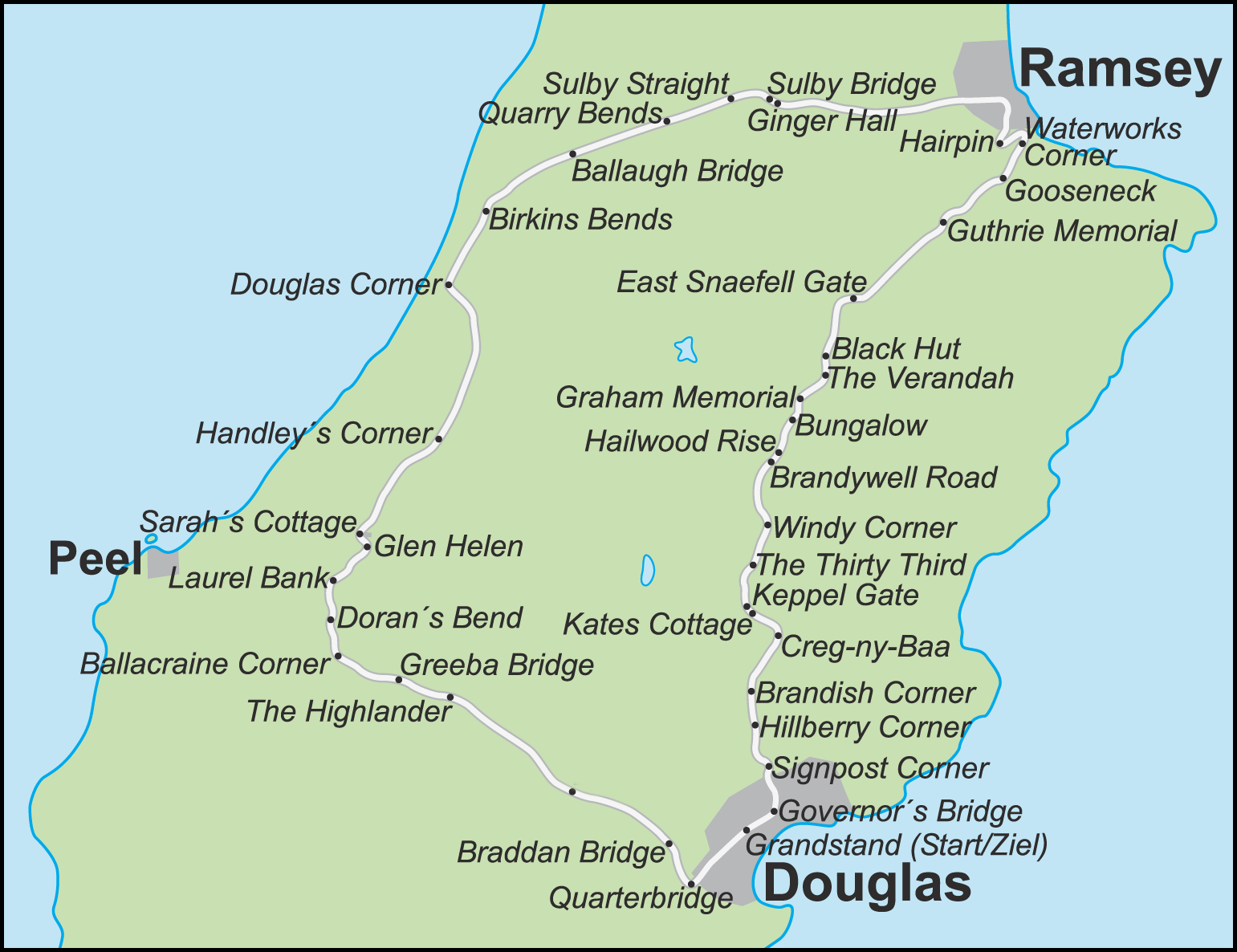
The Highlander ligt tussen de vijfde en de zesde mijlpaal van de Mountain Course aan de zuidkant in de buurt van Greeba Castle

The Highlander ligt bij het rechte stuk tussen Crosby en Greeba

The Highlander is een markant punt in de Snaefell Mountain Course, het circuit dat gebruikt wordt voor de Isle of Man TT en de Manx Grand Prix.
Het vormt een van de markante punten langs dit circuit en ligt tussen de 5e en de 6e mijlpaal. The Highlander maakte ook deel uit van de Highroads Course en de Four Inch Course, die gebruikt werden voor de Gordon Bennett Trial en de RAC Tourist Trophy van 1904 tot 1922.
Highlander ligt langs de A1 Douglas – Peel in de parochie Marown. Het is een voormalig poststation dat later pub werd en tegenwoordig ligt er een restaurant. Highlander ligt in de vallei tussen Douglas en Peel in een gebied dat overheerst wordt door landbouwgrond, de bergtoppen van Greeba Mountain, Cronk Breck, Cronk-ny-Moghlane en Slieau Ruy en de restanten van de kerk van de Heilige Ninianus, later hernoemd tot St. Trinian’s Church (of "Keeill Brisht").

## Races
Vooral in de beginjaren was de Highlander erg zwaar voor de motorfietsen én de coureurs. Vanaf de start hadden ze nog slechts 10 kilometer gereden, en vanaf Union Mills reed men langs Glen Vine en Crosby bijna volgas. Vanaf Crosby Hill ging het bovendien helling af, waardoor de snelheid nog toenam. De Highlander kende toen nog enkele flauwe bochten, maar vooral de kuilen en gaten waren tot aan de jaren zestig berucht onder de coureurs. Maurice Davenport brak er zijn voorvork in 1928, waardoor hij zware schaafwonden opliep en zijn racecarrière beëindigde. Harold Daniell vond in 1938 een oplossing voor de kuilen en gaten in de weg: hij omzeilde ze niet maar reed er gewoon doorheen. Dat leverde hem de overwinning in de Senior TT op met de Norton International die toen ook volgens de pers het meest stabiel was als de motoren soms het luchtruim kozen bij de Highlander. Stanley Woods en Jimmie Simpson vlogen al in 1929 meters door de lucht en waren trots op een "mooie landing". In 1954 werd de weg weliswaar verbeterd, maar in 1957 werden er nog steeds behoorlijke sprongen gemaakt. Later werd de weg opnieuw verbeterd en tegenwoordig is het asfalt redelijk glad. Tot in de jaren zestig werden bij de Highlander snelheden gemeten, waarbij het (gemeten) record op naam van Mike Hailwood kwam, die in 1964 met de 500 cc MV Agusta 241 km/h haalde. John McGuinness vond het in 1997 waarschijnlijk dat dit het snelste deel van het circuit was, hoewel algemeen aangenomen wordt dat dit Sulby Straight is. Daar reed Bruce Anstey in 2006 331,5 km/h.

## Publiek
The Highlander Inn was altijd een geliefde plaats voor toeschouwers, die tot in de jaren vijftig op de muurtjes rond de aangrenzende weilanden kon zitten. De Australische coureur Phil Irving zei hierover: "Het enige dat mij van de toeschouwers scheidde waren de glazen bier in hun handen". Zelfs tijdens trainingsdagen was het rond de Highlander even druk als tijdens de races.

## Wegverbeteringen
Voor de Isle of Man TT van 1935 werd de weg verbreed bij de Highlander, Laurel Bank, Glen Helen en bij Brandywell, waar ook een schaapshek werd verwijderd. In de winter van 1953-1954, toen de Clypse Course in gebruik moest worden genomen, moest (waarschijnlijk voor de zijspanklasse) de weg op een aantal plaatsen worden verbreed en de sprongen bij de Highlander en bij Ballagarraghyn werden verwijderd.

## Gebeurtenissen bij Highlander
- Op 18 juni 1954 verongelukte Simon Sandys-Winsch tijdens de Senior TT met een Velocette KTT Mk VIII.

(Markante punten in cursief zijn onofficiële punten of worden alleen gebruikt binnen Marshal Sectors)
1e mijl:
TT Grandstand ·
Nobles Park ·
St Ninian's Crossroads ·
Bray Hill ·
Ago's Leap ·
Quarterbridge Road ·
1st Milestone ·
2e mijl:
Wal Handley Memorial Seat ·
Quarterbridge ·
Port-y-Chee Meadow ·
Braddan Bridge ·
Jubilee Oak ·
Braddan Bridge House ·
Braddan Depot ·
Snugborough (Cronk Dhoo) ·
2nd Milestone ·
3e mijl:
Union Mills (Mullen Dhoo, Mwyllin Dhoo Aah, Mullin Doway) ·
Railway Inn ·
Ballahutchin Hill (Elm Bank Hill) ·
3rd Milestone ·
4e mijl:
Ballafreer ·
Glenlough ·
Ballagarey Corner ·
Glen Vine (Glen Darragh) ·
Ballabeg ·
4th Milestone ·
5e mijl:
Crosby ·
Crosby Left (Vicarage Corner) ·
Crosby Cross-Roads ·
5th Milestone ·
6e mijl:
Crosby Hill (Ballaglonney Hill of Halfway Hill) ·
Halfway House (The Waggon & Horses) ·
St Trinian's ·
The Highlander ·
Greeba Verandah ·
Pear Tree Cottage ·
Greeba Castle ·
6th Milestone ·
7e mijl:
Appledene (Shimmin's Corner) ·
Central Valley (Greeba Gap) ·
Greeba Bridge ·
The Hawthorn ·
Knock Breck ·
Gorse Lea ·
7th Milestone ·
8e mijl:
Ballagarraghyn ·
Ballacraine ·
Ballaspur ·
Ballig ·
8th Milestone ·
9e mijl:
Ballig Bridge ·
Doran's Bend ·
Laurel Bank ·
9th Milestone ·
10e mijl
Glen Moar Mill ·
Black Dub ·
Quarter-Distance Marker ·
The Vaish ·
Glen Helen (Glen Rhenass) ·
Sarah's Cottage ·
Creg Willey's Hill ·
10th Milestone ·
11e mijl:
Lambfell Beg ·
Lambfell (Moar) Cottage ·
Cronk-y-Voddy (Cronk-y-Voddy Straight) ·
Cronk-y-Voddy Cross Roads ·
Molyneux's ·
Cronk Bane Farm ·
11th Milestone ·
12e mijl:
Drinkwater's Bend ·
Handley's Corner (Cronk-y-Fedjag, Ballamenagh) ·
12th Milestone ·
13e mijl:
McGuinness's (Shoughlaigue Bridge) ·
Ballaskyr ·
Barregarrow Cross Roads (Cronk Aashen) ·
Barregarrow ·
Little Bray ·
Barregarrow Bottom ·
Cammal Farm ·
Cronk Urleigh ·
13th Milestone ·
14e mijl:
Ballalonna Bridge ·
Westwood Corner ·
Ballakinnag ·
14th Milestone ·
15e mijl:
Douglas Road Corner ·
Glen Wyllin Corner ·
The Mitre ·
Dave Saville Memorial Seat ·
Kirk Michael ·
The White House ·
15th Milestone ·
16e mijl:
Birkin's Bend ·
Rhencullen ·
Bishopscourt ·
Bishopscourt Farm Bends ·
Bishopscourt Straight ·
Orrisdale North ·
16th Milestone ·
17e mijl:
Dub Cottage (Bishop's Dub) ·
Alpine Cottage ·
Balla Cobb ·
17th Milestone ·
18e mijl:
Ballaugh Bridge ·
Ballaugh ·
Gwen's ·
Ballacrye Corner ·
Ballacrye ·
18th Milestone ·
19e mijl:
Quarry Bends ·
Ballavolley ·
Wildlife Park ·
Sulby Straight ·
Half-distance Marker ·
19th Milestone ·
20e mijl:
Sulby ·
Sulby Glen Hotel ·
Sulby Crossroads ·
Sulby Bridge ·
20th Milestone ·
21e mijl:
Ginger Hall ·
Kerrowmoar ·
21st Milestone ·
22e mijl:
Glen Duff ·
Glentramman ·
Temple Corner (Water Through Corner) ·
Glentramman Loop Road ·
Churchtown ·
Caravan ·
22nd Milestone ·
23e mijl:
Lezayre War Memorial ·
Ballakillingan ·
Conker Fields ·
K-tree ·
Sky Hill ·
Milntown Cottage (Pinfold Cottage) ·
Milntown Bridge (Glen Auldyn Bridge) ·
Milntown ·
Gardener's Lane ·
23rd Milestone ·
24e mijl:
Lezayre Road ·
School House Corner (Crossags, Russel's Corner) ·
Parliament Square ·
Queen's Pier Road ·
Ramsey Depot ·
Cruickshanks Corner ·
May Hill ·
24th Milestone ·
25e mijl:
Whitegates ·
Stella Maris ·
Ramsey Hairpin ·
Little Gooseneck ·
Water Works Corner ·
Ballure Reservoir ·
Mountain Section ·
Tower Bends ·
25th Milestone ·
26e mijl:
Gooseneck ·
Joey's (26th Milestone) ·
27e mijl:
Guthrie's Memorial ·
The Cutting ·
27th Milestone ·
28e mijl:
Milligan's Bridge ·
Mountain Mile ·
28th Milestone ·
29e mijl:
Three-Quarter distance marker ·
Mountain Box (East Mountain Gate, East Snaefell Gate) ·
29th Milestone ·
30e mijl:
Casey's (Rice's Corner, George's Folly) ·
Black Hut (Stonebreakers Hut, Shepherd's Hut) ·
John Smyth Memorial Shelter ·
Verandah ·
30th Milestone ·
31e mijl:
Bungalow Bridge ·
Stonebridge ·
Les Graham Memorial ·
Bungalow Bends ·
McIntyre Box ·
Murray's Museum ·
Joey Dunlop Memorial ·
The Bungalow ·
31st Milestone ·
32e mijl:
Hailwood's Rise ·
Hailwood's Height ·
Brandywell (West Mountain Gate, Beinn-y-Phott Gate, Bungalow Gate) ·
Duke's (32nd Milestone) ·
33e mijl:
Windy Corner (Nobles Corner) ·
Nobles Park Road ·
Slieu Lhost Quarry ·
Thirty-Third (33rd Milestone) ·
34e mijl:
Keppel Gate (Clarke's Corner) ·
Kate's Cottage (Shepherd's House) ·
34th Milestone ·
35e mijl:
Creg-ny-Baa (the Keppel Hotel) ·
Gob-ny-Geay (Sunny Orchard) ·
35th Milestone ·
36e mijl:
Brandish Corner (Telegraph Hill, O'Donnell's en Upper Hillberry Corner) ·
Hillberry Corner ·
36th Milestone ·
37e mijl:
Glen Dhoo Farm ·
Hillberry Road ·
Cronk-ny-Mona ·
Johnny Watterson's Lane ·
Signpost Corner ·
Bedstead Corner ·
The Nook ·
37th Milestone ·
38e mijl:
Bemahague ·
Governor's Bridge ·
Governor's Dip ·
Glencrutchery Road ·
38th Milestone